# Ex on the Beach (6.ª temporada)
A sexta temporada de Ex on the Beach, um reality show britânico, que foi exibida pela MTV de 17 de janeiro a 21 de março de 2017, depois de 10 episódios semanais. A temporada foi confirmado em 2 de novembro de 2016. Dentre os participantes para esta temporada estava a estrela de Geordie Shore Aaron Chalmers. Ross retorna após ter participado da primeira temporada.

## Participantes
A lista com 8 participantes originais foi revelada pela emissora em 13 de dezembro de 2016.  E incluía quatro homens; Alex Leslie, Josh Ritchie, Ross Worswick e Sean Pratt, e quatro mulheres; Harriette Harper, Maisie Gillespie, Zahida Allen e ZaraLena Jackson.
- Negrito indica o participante original; todos os outros participantes, foram trazidos para o programa como um ex.

| Episódios | Nome              | Idade (nas gravações) | Cidade natal | Ex                                                        |  |
| --------- | ----------------- | --------------------- | ------------ | --------------------------------------------------------- |  |
| 3         | Alex Leslie       | 25                    | Londres      | Alice Downer                                              |  |
| 10        | Harriette Harper  | 25                    | Essex        | Jack Devlin                                               |  |
| 10        | Josh Ritchie      | 22                    | Bolton       | Chanelle McCleary, Jenny Thompson, Nicole Bass            |  |
| 10        | Maisie Gillespie  | 20                    | Cardiff      | Aaron Chalmers, Sam Stoddart                              |  |
| 10        | Ross Worswick     | 27                    | Manchester   | —                                                         |  |
| 10        | Sean Pratt        | 26                    | Coventry     | Taylor Morgan                                             |  |
| 10        | Zahida Allen      | 22                    | Newcastle    | Joe McLean                                                |  |
| 7         | ZaraLena Jackson  | 24                    | Preston      | —                                                         |  |
|           |                   |                       |              |                                                           |  |
| 2         | Joe McLean        | 23                    | Newcastle    | Zahida Allen                                              |  |
| 10        | Nicole Bass       | 25                    | Essex        | Adam Oukhellou, Jack Devlin, Jacques Fraser, Josh Ritchie |  |
| 9         | Jack Devlin       | 24                    | Essex        | Frankie Isabella, Harriette Harper, Nicole Bass           |  |
| 4         | Alice Downer      | 22                    | Londres      | Alex Leslie                                               |  |
| 8         | Aaron Chalmers    | 29                    | Newcastle    | Becca Edwards, Maisie Gillespie                           |  |
| 7         | Adam Oukhellou    | 27                    | Londres      | Frankie Isabella, Nicole Bass                             |  |
| 6         | Becca Edwards     | 24                    | Newcastle    | Aaron Chalmers                                            |  |
| 3         | Jacques Fraser    | 26                    | Essex        | Frankie Isabella, Nicole Bass                             |  |
| 4         | Frankie Isabella  | 24                    | Walthamstow  | Adam Oukhellou, Jack Devlin, Jacques Fraser               |  |
| 1         | Chanelle McCleary | 25                    | Manchester   | Josh Ritchie                                              |  |
| 2         | Jenny Thompson    | 26                    | Bolton       | Josh Ritchie                                              |  |
| 2         | Sam Stoddart      | 21                    | Yorkshire    | Maisie Gillespie                                          |  |
| 1         | Taylor Morgan     | 21                    | Nuneaton     | Sean Pratt                                                |  |

### Duração do elenco
| Participantes | Episódios | Episódios | Episódios | Episódios | Episódios | Episódios | Episódios | Episódios | Episódios | Episódios |
| Participantes | 1         | 2         | 3         | 4         | 5         | 6         | 7         | 8         | 9         | 10        |
| ------------- | --------- | --------- | --------- | --------- | --------- | --------- | --------- | --------- | --------- | --------- |
| Alex          |           |           |           |           |           |           |           |           |           |           |
| Harriette     |           |           |           |           |           |           |           |           |           |           |
| Josh          |           |           |           |           |           |           |           |           |           |           |
| Maisie        |           |           |           |           |           |           |           |           |           |           |
| Ross          |           |           |           |           |           |           |           |           |           |           |
| Sean          |           |           |           |           |           |           |           |           |           |           |
| Zahida        |           |           |           |           |           |           |           |           |           |           |
| ZaraLena      |           |           |           |           |           |           |           |           |           |           |
|               |           |           |           |           |           |           |           |           |           |           |
| Joe           |           |           |           |           |           |           |           |           |           |           |
| Nicole        |           |           |           |           |           |           |           |           |           |           |
| Jack          |           |           |           |           |           |           |           |           |           |           |
| Alice         |           |           |           |           |           |           |           |           |           |           |
| Aaron         |           |           |           |           |           |           |           |           |           |           |
| Adam          |           |           |           |           |           |           |           |           |           |           |
| Becca         |           |           |           |           |           |           |           |           |           |           |
| Jacques       |           |           |           |           |           |           |           |           |           |           |
| Frankie       |           |           |           |           |           |           |           |           |           |           |
| Chanelle      |           |           |           |           |           |           |           |           |           |           |
| Jenny         |           |           |           |           |           |           |           |           |           |           |
| Sam           |           |           |           |           |           |           |           |           |           |           |
| Taylor        |           |           |           |           |           |           |           |           |           |           |